# Каплунов Володимир Йосипович
Каплунов Володимир Йосипович (2 березня 1933 — 11 грудня 2015) — радянський важкоатлет.
Срібний призер Олімпійських Ігор 1964 року в категорії до 67,5 кг.
Чемпіон світу 1962 року в категорії до 67,5 кг, срібний призер 1964 року в категорії до 67,5 кг, бронзовий призер 1963 (до 67,5 кг), 1965 (до 67,5 кг) років.
Чемпіон Європи 1962 (до 67,5 кг), 1964 (до 67,5 кг) років, срібний призер 1965 року в категорії до 67,5 кг, бронзовий призер 1963 року в категорії до 67,5 кг.